# Carlo Bresciani

Bischofswappen von Carlo Bresciani

Carlo Bresciani (* 26. März 1949 in Nave) ist ein italienischer Geistlicher und emeritierter römisch-katholischer Bischof von San Benedetto del Tronto-Ripatransone-Montalto.

## Leben
Carlo Bresciani empfing am 7. Juni 1975 die Priesterweihe für das Bistum Brescia.
Papst Franziskus ernannte ihn am 4. November 2013 zum Bischof von San Benedetto del Tronto-Ripatransone-Montalto in der Region Marken. Die Bischofsweihe spendete ihm der Bischof von Brescia, Luciano Monari, am 11. Januar des folgenden Jahres. Mitkonsekratoren waren der Sekretär der Kongregation für das Katholische Bildungswesen, Erzbischof Angelo Vincenzo Zani, und sein Amtsvorgänger Gervasio Gestori. Die Amtseinführung fand am 19. Januar 2014 statt.
Am 2. Mai 2024 nahm Papst Franziskus seinen altersbedingten Rücktritt an.